# Tuyoq
Tuyoq, également appelé Tuyuk ou Tuyugou (chinois : 吐峪沟 ; pinyin : Tŭyùgōu), est un ancien village-oasis situé dans le désert du Taklamakan, dans la région autonome du Xinjiang, en Chine.

## Géographie
L'oasis, située à 70 kilomètres à l'est de Tourfan, se trouve dans une étroite vallée verdoyante creusée dans les Monts Flamboyants ; elle est entourée de vignobles célèbres pour leur raisin ovale et sans pépins,.

## Climat
Tuyoq possède un climat désertique (classification de Köppen BWk) ; la température moyenne annuelle est de 13,2 °C. La moyenne des précipitations annuelles est de 23 mm.

## Histoire
Le village de Tuyoq, qui fut probablement une étape sur la route de la soie, a été témoin de la transition du bouddhisme à l'islam dans la région ; à partir du XIVe siècle, Tuyoq est devenu un haut lieu de pèlerinage musulman.
À une quinzaine de kilomètres au nord-ouest de Tuyoq se trouvent les grottes des mille Bouddhas de Bezeklik.